# チュンキンゴサウルス
チュンキンゴサウルス（学名 Chungkingosaurus　「重慶のトカゲ」の意味）はジュラ紀後期に生息した剣竜類の草食恐竜の属である。化石は中国の上部沙渓廟層から発見されている。

## 発見と種
チュンキンゴサウルスの化石は1977年以降に重慶近郊で発見された。タイプ種Chungkingosaurus jiangbeiensis は1983年に董枝明、周世武、張奕宏により命名、記載された。
属名は四川省の重慶（現在の一般的なローマ字表記はChongqingであるが、かつてはChongkingという表記が使用されていた）に由来するものである。種小名は江北（Jiangbei）地区に由来するものである。
ホロタイプCV 00206は重慶層群の上部沙渓廟層で発見された。口吻、下顎の前部、10個の胴椎、仙椎と骨盤、23個の1連の尾椎、上腕骨の下端、3個の中手骨、両側の大腿骨と脛骨、5個の背中の骨のプレートで構成される部分骨格である
Dong e.a. in 1983ではこの他に3種の別のチュンキンゴサウルスの種が記載されている。これらには独自の種名はなくChungkingosaurus sp. 1-3として識別されている。Chungkingosaurus sp. 1は1個の仙椎のついた骨盤である標本CV 00207に基づいている。Chungkingosaurus sp. 2は部分骨格である標本CV 00205に基づいている。Chungkingosaurus sp. 3は末端にサゴマイザー thagomizer（尾のスパイク）が関節下10個の連続した尾椎である標本CV 00208に基づいている。
2006年にSusannah Maidmenと魏光飆は化石のほとんどは場所をもはや所在が不明であるものの、チュンキンゴサウルスは正当な属であるとみなした。また彼らはCV 00207をチュンキンゴサウルスと分類しなかった。しかし、グレゴリー・ポールは2010年にチュンキンゴサウルスはトゥオジャンゴサウルスの幼体であると示唆した。

## 特徴
董らに従えば、Chungkingosaurus jiangbeiensis のホロタイプは仙骨の骨化の程度から判断して、明確に成体のものであるものの、全長は4 m未満で、最小の剣竜類の一つである。Chungkingosaurus sp. 1は全長5 m、Chungkingosaurus sp. 2は5 m以上と推定されている。董らはチュンキンゴサウルスが解剖学的特長について、同じ累層から発見されたトゥオジャンゴサウルスに非常によく似ていると示した。しかし、チュンキンゴサウルスはトゥオジャンゴサウルスと比較して小型で、口吻および下顎の前方が深く（結果として相対的に頭骨が高く狭い）、歯は歯状突起が少なく、重なり合いもないという点で異なっている。
チュンキンゴサウルスはおそらく背中に2列のプレートとスパイクを持ち、これらは対で並んでいたとみられるが、総数は不明である。重慶市博物館の骨格模型では14対のプレートが並んでいる。この標本には12対の尾のスパイクもある。中央部ではプレートが厚くなり、スパイクに変化してるようにみえる。このプレートはトゥオジャンゴサウルスのものに似ている。尾の先端にあり武器として使用されたスパイクであるThagomizerは標本CV 00208のみで知られている。このスパイクは斜めに突き出し、かなり太い。董らは本来はこの2対の前方にもう1対のスパイクがあったものの発掘の際に失われてしまったと報告している。独特の特徴として尾の先端にさらに1対あり、この長く太いスパイクは側面から見るとほぼ水平を向き、上から見ると斜め後方を向いている。ポールはこのようなThagomizerを"pin-cushion array"と表現している。トゥオジャンゴサウルスの関節状態のThagomizerの化石は知られていない。

## 系統
董らは1983年にチュンキンゴサウルスをステゴサウルス亜科に分類したMaidmentと魏は2006年に基盤的な剣竜類であるとした。Maidmentらは2008年にファヤンゴサウルス科に分類した。

## 生態
他のすべての剣竜類と同様にチュンキンゴサウルスは草食動物である。同じ生息地の他の大型草食動物としてはキアリンゴサウルス、トゥオジャンゴサウルスといった剣竜類や竜脚類のマメンチサウルスとオメイサウルスが発見されている。チュンキンゴサウルスを捕食していた可能性のある肉食動物としてはヤンチュアノサウルスやスゼチュアノサウルスなどの獣脚類がある。

## 参考
- Dong Zhiming (1992). Dinosaurian Faunas of China. China Ocean Press, Beijing. ISBN 3-540-52084-8
- Britt, Carpenter et al. (2002). Encyclopedia of Dinosaurs.. Publications international, Ltd., Lincolnwood Illinois.. ISBN 0-7853-5561-8